# 佐々木靖
佐々木 靖（ささき やすし）は、日本のピアニスト、作曲家。

## 人物
小学校のころから、独学でピアノを始める。高校を卒業後、イギリスに留学。チチェスターカレッジ音楽科を卒業する。その後はロンドンの音楽制作スタジオで働き、編曲を学ぶ。
約5年間の留学生活を終えた帰国後は演奏の仕事やテレビやラジオを中心に活動をする。
現在はかつて共演していた毛利遊子とともに静岡県伊東市で放送しているラジオ番組『毛利遊子の天使の笑顔』にてピアノ演奏を行っている。

## 出演作品
- 毛利遊子の天使の笑顔
- モヤモヤさまぁ～ず2（2011年5月8日放送分）
- ネッキーとあそぼう わんぱく☆パラダイス(フレッシュ 役)